# 신경생리학

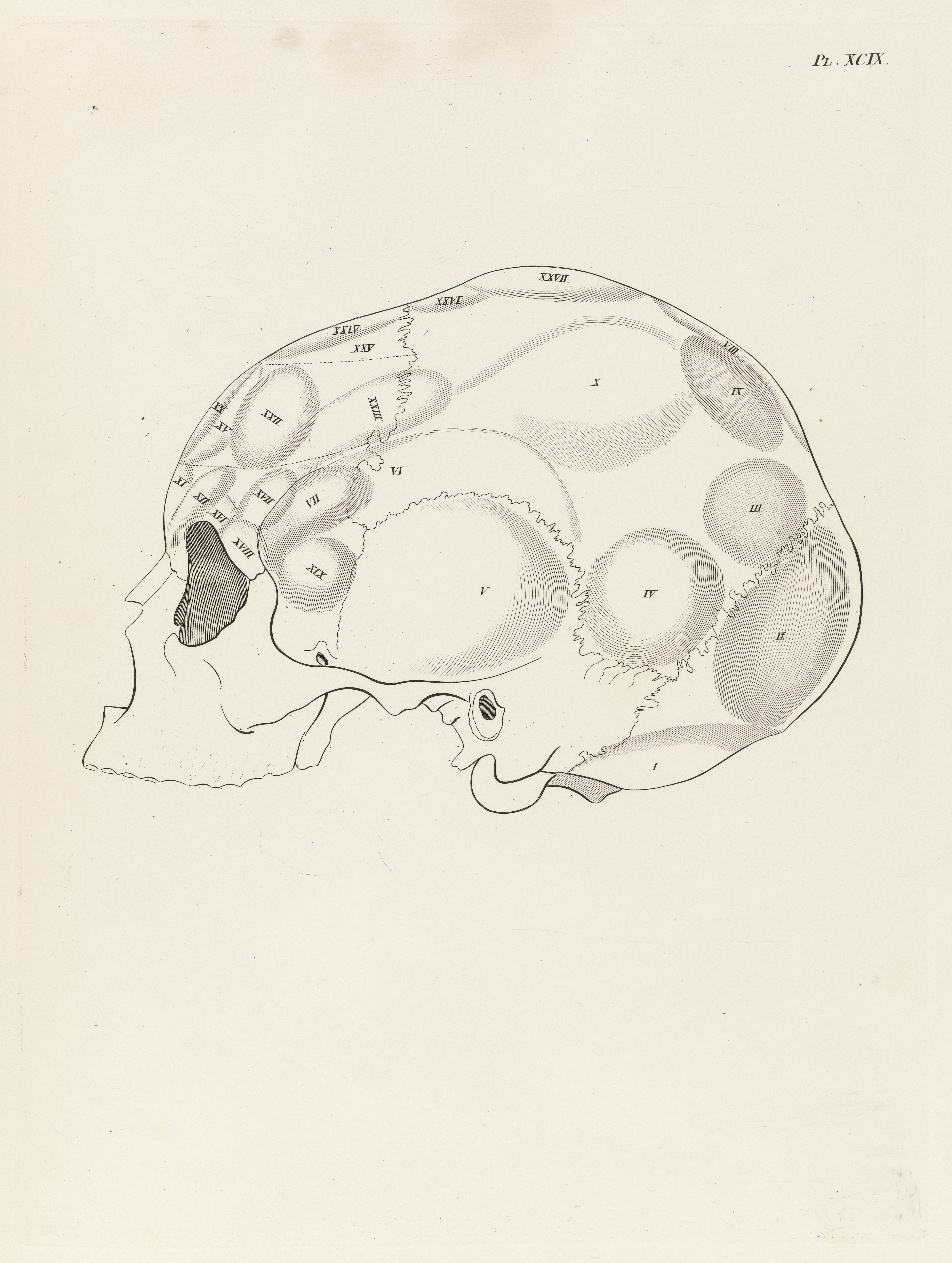

신경생리학(Neurophysiology)은 신경계의 기능을 연구하는 학문으로 생리학 및 신경과학의 한 분야이다. 신경생리학의 가장 대표적인 연구 방법은 패치 클램프(en:patch clamp)로 대표되는 전기생리학적인 기록이 있으며, 그 밖에도 칼슘 이미지, 광유전학, 분자생물학적 연구 방법이 활용된다.
신경 생리학은 전기생리학, 신경해부학, 신경화학,  생물리학 및 계산신경과학과 연관된다.

## 같이 보기
- 뇌
- 신경학
- 신경과학
- 신경과